# أليسيا روفيجنو
أليسيا روفيجنو كايو (من مواليد 20 يناير 1998) هي ممثلة وعارضة أزياء ومغنية من بيرو وفازت بمسابقة ملكة جمال بيرو ملكة جمال بيرو 2022 ومثلت بيرو في ملكة جمال الكون 2022.

## الحياة و الوظيفة
ولد روفيجنو في 20 يناير 1998 في مدينة ليما. والداه الخباز لويس روفيجنو والممثلة باربرا كايو من أصل إيطالي. وهي أيضًا ابنة أخت الممثلين فيوريلا كايو وستيفاني كايو وماك كايو.
درس في كلية ماركهام.
في سن التاسعة عشرة، كرست نفسها لنمذجة الأزياء الراقية، وأصبحت غلاف مجلة كوساس في عام 2018. في عام 2022، شاركت في أسبوع الموضة في نيويورك. بالإضافة إلى ذلك ، قامت بحملات دعم اجتماعي لمنظمة بريدجستوداي.

## روابط خارجية
- أليسيا روفيجنو على إنستغرام